# Sidi Daho des Zairs
Sidi Daho de Zairs là một đô thị thuộc tỉnh Sidi Bel Abbès, Algérie. Dân số thời điểm năm 2002 là 4.65 người.